# 조애리
조애리(1984년 6월 2일~)는 대한민국의 휠체어 컬링 선수이다.